# Earl av Halifax
Earl av Halifax är en engelsk adelstitel. Titlarna earl och markis av Halifax har burits av medlemmar av släkten Savile; titeln earl av Halifax av medlemmar av släkten Montagu; titeln viscount Halifax tillkom sedan 1866 huvudmannen för ätten Wood. Den 3:e viscounten upphöjdes 1944 till earl.

## Kända bärare av titeln
- George Savile, 1:e markis av Halifax (1633-1695)
- Charles Montagu, 1:e earl av Halifax (1661-1715)
- E. F. L. Wood, 1:e earl av Halifax (1881-1959)